# Quần thể núi lửa Đại Truân
Núi lửa Đại Truân (tiếng Trung: 大屯火山群; bính âm: Dàtún Huǒshān Qún), là một quần thể núi lửa ở phía Bắc Đài Loan, nó cách thành phố Đài Bắc 15 km về phía Bắc, và nằm ở phía Tây Cơ Long. Nó chỉ vừa tiếp giáp bờ biển phía Bắc của Đài Loan. Quần thể nủi lửa là kết quả của nhiều đợt phun trào núi lửa giữa 2.8 và 0.2 Ma. Tính đến năm 2005, một số hoạt động địa nhiệt đã xảy ra và lỗ khí ga đã hoạt động trong những ngọn núi lửa này. Quan sát tại quần thể núi lửa Đại Truân cho thấy rằng lò magma vẫn còn tồn tại bên dưới mặt đất tại phía Bắc Đài Loan.

## Lịch sử
Phía Bắc của hòn đảo là nơi có bằng chứng về núi lửa hoạt động rõ ràng nhất. Những năm đầu thế kỉ 20, những dãy đồi ở phía Bắc, còn được gọi là Daitonzan theo tiếng Nhật hoặc Twa-tun theo tiếng Phúc Kiến, đã được ghi nhận là có nhiều mỏ lưu huỳnh. Có ba miệng núi lửa ở dãy núi phía Bắc giữa Đạm Thủy và Kimpauli (ngày nay tương đương với Kim Sơn). Miệng núi ở dãy phía Bắc, cao hơn 210 mét (700 ft) và sâu 120 mét (400 ft).